# 小原勝守
小原 勝守（おはら かつもり、1899年6月7日 - 1971年8月17日）は、日本の経営者。安藤建設社長を務めた。

## 経歴
東京都出身。1924年に慶應義塾大学経済学部を卒業し、1932年に安藤組(のちの安藤建設)に入社し、監査役にも就任。
1938年に取締役、1943年に専務を経て、1962年6月に社長に就任。1969年10月には会長に就任。
1970年11月に勲四等旭日小綬章を受章。
1971年8月17日、心筋梗塞のために死去。72歳没。